# Полоцка низина
Полоцката низина (на беларуски: Полацкая нізіна; на руски: Полоцкая низменность) е низина в западната част на Източноевропейската равнина, разположена в северната част на Беларус (Витебска област), обхващаща средното течение на река Западна Двина и нейните притоци Обол, Дисна, Дриса и др.
Повърхността на Полоцката низина е плоска, с лек наклон на северозапад, усложнена от моренни хълмове, валове и дюни. Склоновете на долините на реките са разчленени от оврази. Надморската ѝ височина е 150 – 160 m. Изградена е от езерни глини, пясъци и дънни морени. Тук-таме на повърхността се подават девонски доломити и варовици. Цялата низина е земеделски добре усвоена. Големи участъци са заети основно от борови гори с примеси от осика и ела и смърчово-дъбови гори. В нея са разположени множество населени места, в т.ч. градовете Полоцк, Новополоцк, Верхнедвинск и Миори.